# Marek Masiulanis
Marek Masiulanis – polski urzędnik; konsul generalny RP w Ostrawie (1998–2002).
Marek Masiulanis ukończył w 1989 Wyższą Szkołę Pedagogiczną w Zielonej Górze. Studiował także prawo. Przebywał na kursie języka czeskiego na Uniwersytecie w Ostrawie. Był starszym specjalistą w Głównej Komisji Badania Zbrodni Hitlerowskich.
W Ministerstwie Spraw Zagranicznych sprawował funkcje m.in. zastępcy wicedyrektora personalnego. Od 1998 do 2002 był konsulem generalnym w Ostrawie.